# Casiraghi-Formylierung
Die Casiraghi-Formylierung ist eine organisch-chemische Namensreaktion zur Bildung von Salicylaldehyden aus Phenolen und Paraformaldehyd mit besonders hoher ortho-Selektivität. Casiraghi patentierte diese Methode 1978 gemeinsam mit vier anderen Erfindern. Zur Reaktion wird eine starke Brönsted-Base, sowie eine schwache Lewis-Säure benötigt und es entsteht Methanol als Nebenprodukt:
In Casiraghi's Originalpublikation von 1980 wurden Trialkylamine als Basen und Zinn(IV)-chlorid als Lewis-Säure verwendet. Auch Pyridin-Basen gaben gute Ergebnisse. Für den Reaktionsmechanismus der Casiraghi-Formylierung existieren keine Beweise. Es wurde postuliert, dass die zunächst gebildete Hydroxymethylverbindung (z. B.: Salicylalkohol), welche für gewöhnlich als einziges Produkt bei einer Reaktion zwischen Phenol und Formaldehyd entsteht, durch Komplexierung mit der Lewis-Säure für eine abschließende Redoxreaktion mit weiterem Formaldehyd angreifbar wird. Somit würde über einen sechsgliedrigen Übergangszustand ein Molekül Formaldehyd zur Komplettierung der Formylierung die Methylolgruppe zur Aldehydgruppe oxidieren und selbst zum Methanol reduziert werden (Übertragung zweier Wasserstoffatome).
Angewendet wurde die Casiraghi-Formylierung zum Beispiel in der Semisynthese einiger Tocopherol-Derivate.